# Mémorial des Martyrs de la Déportation

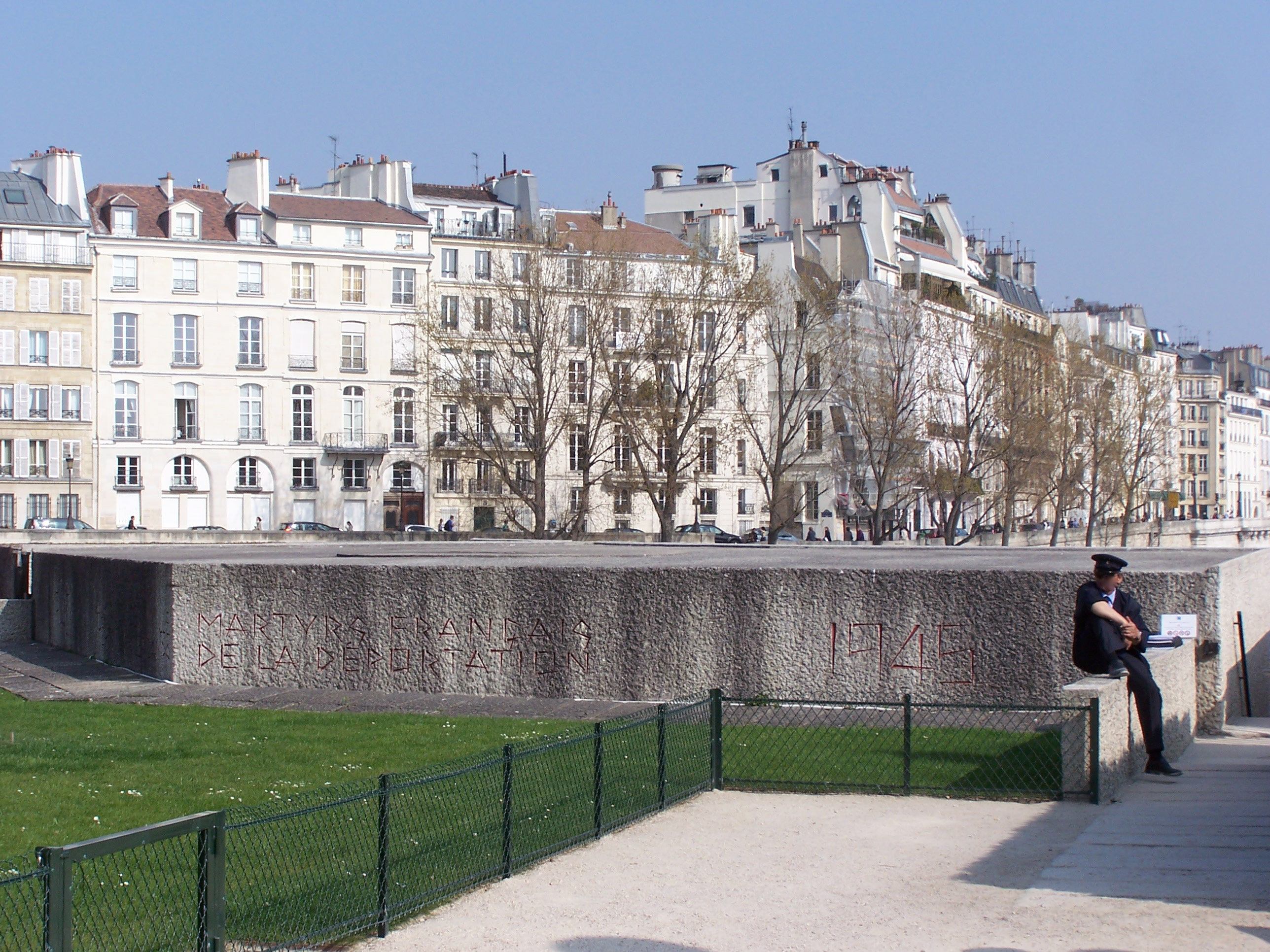
Vstup do památníku

Mémorial des Martyrs de la Déportation (česky Památník mučedníků deportace) je památník v Paříži věnovaný 200 000 francouzským mužům, ženám a dětem, kteří byli za druhé světové války v letech 1941-1944 deportováni do německých koncentračních a vyhlazovacích táborů. Od roku 2007 je památník zapsán na seznamu historických památek.
Navrhl jej francouzský modernistický architekt a spisovatel Georges-Henri Pingusson. Památník byl otevřen 12. dubna 1962 a 29. února 1964 byl předán francouzskému státu. Památník se nachází na Square de l'Île-de-France za katedrálou Notre Dame na východním cípu ostrova Cité. Je otevřen celý týden, kromě pondělí. Vstup je volný. Každou poslední neděli v dubnu se zde odehrává vzpomínková akce.

## Popis
Památník při vstupu připomíná bunkr. Dolů vedou poměrně úzké a strmé schody. Celá stavba je vyrobena z betonu pokrytého omítkou, do které byl přidán štěrk z různých oblastí Francie, takže působí dojmem přírodního kamene.
Z trojúhelníkového nádvoří vede ke kryptě úzký a slabě osvětlený průchod. Dlouhá chodba chráněná mříží má na zdech 200 000 skleněných tyčinek symbolizujících nespočet obětí deportací do nacistických koncentračních táborů. U vstupu do chodby se nachází hrob s ostatky neznámého deportovaného z tábora Neustadt, který sem byl přenesen 10. dubna 1962.
Trojúhelníkové nádvoří téměř na úrovni Seiny se otevírá k řece horizontálním otvorem s vodorovnými hranatými příčkami.
Vpravo a vlevo jsou v trojúhelníkových výklencích urny s půdou z různých táborů a také popel z krematorií. Na zdech jsou napsány výňatky z básní nebo citace autorů: Robert Desnos, Paul Éluard, Louis Aragon, Vercors, Antoine de Saint-Exupéry, Jean-Augustin Maydieu a Jean-Paul Sartre.